# دویران (مراکش)
دویران (به فرانسوی: Douirane) یک منطقهٔ مسکونی در مراکش است که در استان شیشاوه واقع شده‌است. دویران ۱۴٬۱۹۱ نفر جمعیت دارد.